# Gus Birney
Pour les articles homonymes, voir Birney.
Augusta "Gus" Birney, née le 27 juillet 1999 à New York (État de New York), est une actrice américaine. Elle est notamment connue pour son rôle d'Alex dans la série The Mist et celui de Jane Humphreys dans la série Dickinson.

## Biographie
Gus Birney est née et a grandi dans l’Upper West Side de New York. Elle est la fille de Reed Birney, acteur de Broadway et lauréat d'un Tony Award, et de Constance Shulman, récompensée d'un Guild Award pour son rôle dans la série Orange is the New Black,. Elle a un frère, Ephraim Birney.

## Carrière
Elle fait ses premiers pas à la télévision à l'âge de 13 ans en décrochant une publicité pour la ligne de soins Clean & Clear.
Après ses premières publicités et des apparitions sur les podiums de grandes marques, notamment la ligne Yeezy de Kanye West, elle décide de concentrer principalement ses compétences vers le théâtre, la télévision et le cinéma.
En 2016, elle met officiellement le lycée en pause lorsqu'elle est choisie pour la pièce de théâtre Connected à Broadway. Elle passe ensuite l'été à jouer The Rose Tattoo de Tennessee Williams, au Williamstown Theatre Festival.
En 2017, elle incarne le personnage de Alex Cunningham dans la série télévisée horrifique The Mist, adaptée de la nouvelle de Stephen King.
De 2019 à 2021, elle incarne Jane Humphreys dans la série télévisée d'Apple TV+, Dickinson .
En 2022, elle rejoint le casting de la série télévisée Shining Vale sur Starz, aux côtés de Courtney Cox et Greg Kinnear,.

## Filmographie

### Cinéma

#### Longs métrages
- 2018 : Here and Now : Lucy
- 2019 : Un jour de pluie à New York : étudiante de l'équipe de tournage
- 2020 : Darcy : Darcy
- 2020 : Je veux juste en finir : Tante Eller / fille de la ville
- 2020 : The Man in the Woods : Susie Hall
- 2021 : Plan B : Megan[9]
- 2021 : Giving Birth to a Butterfly : Marlene
- 2023 : Le Bonheur pour les débutants de Vicky Wight : Kaylee
- 2023 : Three Birthdays de Jane Weinstock : Joyce
- 2023 : Asleep in My Palm de Henry Nelson
- TBA : Floating Carousel de Delilah Napier et Lucy Powers : Nicole

#### Courts métrages
- 2019 : Afterdeath de Wylie Rush
- 2024 : Whiteboy de Isaac Gabaeff : Brandy

### Télévision
- 2015 : Chicago Med : Ashley Cole
- 2017 : The Mist : Alex Cunningham / Alex Copeland (10 épisodes)
- 2017 : New York, unité spéciale : Kristi Martin (saison 19, épisode 6)
- 2018 : Instinct : Nicki
- 2018 : Bull : Penny Spiro
- 2019 : Jessica Jones : Birdie
- 2019 : Blue Bloods : Carrie Ross
- 2019 : Insatiable : Jade (2 épisodes)
- 2020 : Blacklist : Angela Hendrickson
- 2019–2021 : Dickinson : Jane Humphreys (17 épisodes)
- 2022–2023 : Shining Vale : Gaynor Phelps (16 épisodes)
- 2025 : Black Rabbit  : Mel Whitney
- TBA : Something Very Bad Is Going to Happen

### Radio

#### Séries podcasts
- 2022 : Bloodthirsty Hearts : Erin (8 épisodes)
- 2024 : She goes by Jane